# Bâkî
Bâkî (osmanisch باقى İA Bāḳī, eigentlich محمود عبدالباقى / Maḥmūd ʿAbdülbāḳī; * um 1526 in Istanbul; † 7. April 1600 ebenda) war ein osmanischer Dichter. Er wird als einer der großen Schriftsteller der türkischen Literatur angesehen und ist auch unter seinem Ehrentitel „Sultan der Dichter“ (sulṭānü ş-şuʿarāʾ) bekannt.

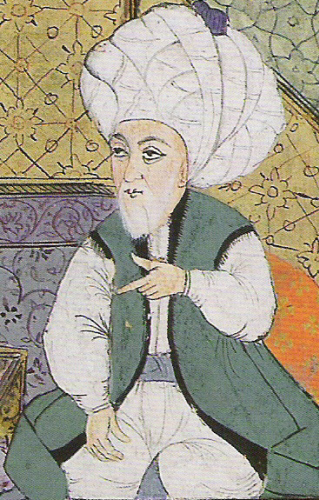
Bâkî

## Leben
Bâkî wurde in Istanbul in einer armen Familie geboren. Sein Vater war Muezzin in der Fatih-Moschee. Als eines seiner Vorbilder gilt der Dichter Zâtî (1471–1548). Er soll zunächst als Lehrer gearbeitet haben, erhielt dann aber verschiedene Stellungen in der osmanischen Bürokratie, meist als kadı unter den Sultanen Süleyman I., Selim II. und Murad III. Bâkî starb 1600 in Istanbul.

## Werke
Bâkîs Lebenszeit fällt genau in die Epoche der Expansion des Osmanischen Reichs. Sein bekanntestes Werk und eine der berühmtesten Elegien der osmanischen Literatur ist die Trauerode (mers̠īye) auf den Tod Süleymans I. Seine Meisterschaft im Verfassen von Preisliedern (Kasiden) und Ghaselen in elegantem Osmanisch, sein spielerischer Umgang mit der Sprache und seine empfindsamen Gedanken über die Natur und die Liebe werden besonders bewundert.